# Marquesat del Masnou
El Marquesat de Masnou és un títol nobiliari concedit el 3 d'agost de 1922 pel rei Alfons XIII a favor de Romà Fabra i Puig, fill de Camil Fabra i Fontanills, primer marquès d'Alella, i de la seva esposa Dolors Puig i Cerdà.
La seva denominació fa referència a la vila del Masnou (Maresme).

## Marquesos del Masnou
|                         | Titular                             | Període                 |
| Creació per Alfons XIII | Creació per Alfons XIII             | Creació per Alfons XIII |
| ----------------------- | ----------------------------------- | ----------------------- |
| I                       | Romà Fabra i Puig                   | 1922-1948               |
| II                      | Camil Fabra i de Monteys            | 1950-1988               |
| III                     | Maria Jesús de Fabra i Sánchez-Solá | 1989-2001               |
| IV                      | Esperança Macarena d'Oriol i Fabra  | 2002-actual titular     |

## Història dels Marquesos del Masnou
- Romà Fabra i Puig (1875-1948), I marquès del Masnou, gentilhome de cambra amb exercici del rei Alfons XIII.

1. Casà amb Marcel·lina de Monteys i Xuriquer (1874-1957).[4] El va succeir el seu fill:

- Camil Fabra i Monteys (1903-1988), II marquès del Masnou.[5]

1. Casà amb Soledad Sánchez Solá. El va succeir la seva filla:

- Maria Jesús de Fabra i Sánchez-Solá (1937-2001), III marquesa del Masnou.[6]

1. Casà amb Josep Lluís d'Oriol i Ybarra (1930-2018), marquès de Casa Oriol.[7] La va succeir la seva filla:

- Esperança Macarena d'Oriol i Fabra, IV marquesa del Masnou, V marquesa de Casa Oriol.[8]